# Shihuibacun
Le village de Shihuiba (石灰坝村 ; pinyin : Shíhuībàcūn) est une localité du xian de Lufeng, de la préfecture autonome yi de Chuxiong dans la province du Yunnan en Chine.
On y a découvert dans les années 1970 un hominidé, le ramapithèque.